# Diarmait d'Iona
Diarmait d'Iona ou Diarmait daltae Daigri est un abbé de l'abbaye d'Iona de 814 à 831 (?).

## Biographie
Thomas Owen Clancy avance que Diarmait était l'un des plus importants réformateurs des Céli Dé, et qu'il met en œuvre la diffusion du mouvement en Écosse, jetant ainsi les bases de l'action de son successeur Indrechtach. De nombreuses anecdotes sur la gouvernance et la philosophie de l'abbé sont conservées dans le Monastère de Tallaght, dont Diarmait est probablement l'une des principales sources d'inspiration.
Diarmait prend le contrôle d'Iona en 814 lorsque son prédécesseur Cellach résigne sa fonction, l'année de la fondation de Kells. La même entrée des Annales d'Ulster qui relève la résignation de Cellach, indique que Diarmait était alumnus, le pupille ou avait été élevé en fosterage par un homme nommé Daigre. Quelle que soit son origine, l'abbatiat de Diarmait est une période troublée. En 817, Áed mac Néill le roi du Cenél nEóghain tue le prieur du monastère de Raphoe, ce qui contraint les moines d'Iona à envoyer une délégation à Tara afin de proclamer l'exil du roi.
La même année le Chronicon Scotorum note que Diarmait se rend en Écosse avec les reliques de Colum Cille. On doit noter que lorsque les Annales d'Innisfallen relèvent le même fait, dans les années suivantes en 819, Áed meurt lors d'une expédition en Écosse. En 825, Iona est attaqué par un groupe de vikings, mais Diarmait survit, car il est noté qu'il se rend en Écosse en 829 et qu'il revient avec des reliques de Colum Cille. Il est mentionné pour la dernière fois en 831, quand les Annales d'Ulster rapportent que  "Diarmait va en Irlande avec les halidoms (i.e. reliques) de Colum Cille". La date de sa mort ou de sa résignation reste inconnue et il n'a pas de successeur connu jusqu'à ce que les Annales d'Ulster notent la visite d' Indrechtach en Irlande avec les reliques de Columba en 849.